# Duurswold (waterschap)
Het boezemwaterschap Duurswold in de Nederlandse provincie Groningen ontstond door samenvoeging van de laaggelegen delen van het Generale Zijlvest der Drie Delfzijlen met het Farmsumerzijlvest, Woldzijlvest en  Oostwoldzijlvest. Het waterschapshuis stond in Siddeburen.
Het waterschap bestond uit vijf onderdelen:
1. Harkstede
2. Slochteren
3. Siddeburen
4. Farmsum
5. Over 't Schild

Na de eerste grote waterschapshervorming in Groningen werd het oude waterschap samengevoegd met vele andere kleine waterschappen tot het nieuwe waterschap Duurswold. De bij het waterschap toegevoegde waterschappen waren:
1914De Putten
1959De Koveltemp
1960de Noordelijke Vennen
1970de Bakkerspolder, de Blokumerpolder, Borchshof, de Driebond, de Groote Harkstederpolder, de Groote Oostwolderpolder, de Groote Polder, de Heeringapolder, de Heidenschapperpolder, de Helderspolder, Hof- en Wegsloot, de Holepolder, de Hooilandspolder, de Huisweersterpolder, de Kleine Harkstederpolder, de Kleine Oosterpolder, de Kleine Oostwolderpolder, de Kloosterpolder, de Kolham-Achterdiep, de Kolhamster-Westerpolder, de Kooipolder, het Lageland, de Luddeweersterpolder, de Meedhuizerpolder, Nieuw Oosterbroek, de Nijborgspolder, het Noorderdiep, de Noorderpolder in de Oosterweeren, De Ontginning, Overschild-Tetjehorn, de Rozenburgermolenpolder, de Ruigsterpolder, De Ruiten, de Scharmer, de Scharmerbemalingswaterschap, de Scharmer-Oostpolder, de Schildjerpolder, de Steendammerpolder, de Tilburgpolder, Uildriks, de Uiterbuurstermolenpolder, het Veenkanaal, de Veentjerpolder, het Verlengde Dwarskanaal, Wagenborgen, de Weenderspolder, Weiwerd, het Westelijk Dwarskanaal, de Westerbroekster-Engelbertermolenpolder, de Bodewespolder, de Zandjermolenpolder, Zandwerf en de Zuider Olingerpolder
1977het Siepkanaal
1984de Verharde weg Luddeweer-Afwateringskanaal
1985de Amsweersterweg